# Aksel Bonde
Aksel Bonde Hansen (Horne, 29 maggio 1918 – Horsens, 27 maggio 1966) è stato un canottiere danese, vincitore della medaglia d'argento nel quattro senza a Londra 1948 insieme a Helge Halkjær, Helge Muxoll Schröder e Ib Storm Larsen.
Nel 1950 vinse l'argento con l'otto ai campionati del mondo di Milano.

## Palmarès
- Giochi olimpici

Londra 1948: argento nel concorso a squadre.